# Needles (häst)
Needles, född 29 april 1953 död 15 oktober 1984, var ett engelskt fullblod, mest känd för att ha segrat i Kentucky Derby (1956)
Belmont Stakes (1956). Han var den första hästen född i Florida som lyckades segra i Kentucky Derby.

## Bakgrund
Needles var en brun hingst efter Ponder och under Noodle Soup (efter Jack High). Han föddes upp av William E. Leach och ägdes av D & H Stable. Han tränades under tävlingskarriären av Hugh L. Fontaine och reds oftast av David Erb.
Needles tävlade mellan 1955 och 1957, och sprang totalt in 600 355 dollar på 21 starter, varav 11 segrar, 3 andraplatser och 3 tredjeplatser. Han tog karriärens största segrar i Kentucky Derby (1956) och Belmont Stakes (1956). Han segrade även i Hopeful Stakes (1955), Sapling Stakes (1955), Flamingo Stakes (1956), Florida Derby (1956) och Fort Lauderdale Handicap (1957).

## Karriär
Som tvååring vann Needles sex av tio starter, inklusive det prestigefyllda Hopeful Stakes. Hans prestationer det året gav honom utmärkelsen U.S. Champion 2-Yr-Old Colt.
Needles blev publikfavorit, då han ofta legat bland de sista i löpen, för att sedan spurta om och vara först över mållinjen. I 1956 års Kentucky Derby startade Needles som spelfavorit från startport 16 i ett fält på 17, och segrade i löpet. Med segern blev han den första hästen uppfödd i Florida som segrat i löpet.
I Preakness Stakes, nästa löp i Triple Crown-serien, slutade Needles tvåa efter hingsten Fabius, som han hade besegrat i Kentucky Derby. Needles gjorde sin nästa start i Belmont Stakes, det sista och längsta löpet i Triple Crown-serien. Han segrade i löpet framför Career Boy som  slutade tvåa och Fabius som slutade trea. Hans prestationer det året gav honom utmärkelsen U.S. Champion 3-Yr-Old Colt.
Vid fyra års ålder startade Needles tre gånger, men tvingades avsluta tävlingskarriären på grund av en skada.

### Som avelshingst
Needles stallades upp som avelshingst på ägaren Bonnie Heaths avelsfarm i Marion County, Florida. Needles tävlingsframgångar utlöste ett stort intresse för avel i Florida. Han blev bland annat far till anmärkningsvärda hästar som Carry Back och Affirmed.
Needles dog 1984 vid 31 års ålder. Hans hjärta och hovar ligger begravda i Garden of Champions på Ocala Breeders' Sales Company Pavilion. År 2000 valdes han in i United States National Museum of Racing och Hall of Fame.